# Преміленіалізм
Преміленіалізм, у християнській есхатології, — це віра в те, що Ісус фізично повернеться на Землю (Друге пришестя) перед Тисячоліттям, буквально тисячолітнім золотим віком миру. Преміленіалізм ґрунтується на буквальному тлумаченні Об'явлення 20:1–6 у Новому Завіті, де описується царювання Ісуса протягом тисячі років.
Конфесії, такі як орієнтальне православ'я, східне православ'я, католицизм, англіканство, пресвітеріанство і лютеранство, як правило, є аміленіалом і тлумачать Об'явлення 20:1–6 як таке, що стосується теперішнього часу, віри в те, що Христос зараз царює на небесах разом із померлими святими; таке тлумачення розглядає символізм Об'явлення як посилання на духовний конфлікт між Небом і Пеклома не фізичний конфлікт на Землі. Аміленіалісти не розглядають тисячоліття, згадане в Об'явленні, як таке, що відноситься до буквальної тисячі років, а скоріше як символічне, і бачать царство Христа вже присутнім у церкві, починаючи з П'ятидесятниці в книзі Дії.
Преміленіалізм часто використовується для позначення конкретно тих, хто дотримується віри в земне тисячолітнє правління Христа, а також у захоплення вірних, яке прийде до (диспенсаційного) або після (історичного) Великого Скорботи, що передує Тисячоліттю. Згідно з опитуваннями на цю тему, протягом останнього століття ця віра була поширеною в євангелізмі. Аміленалісти не розглядають тисячу років, згадану в Об'явленні, як буквальну тисячу років, але розглядають число «тисяча» як символічне та нумерологічне.
Преміленіалізм відрізняється від інших поглядів, таких як постміленіалізм, який розглядає тисячолітнє правління як таке, що має місце перед другим пришестям.

## Термінологія
Сучасний релігійний термін «преміленіалізм» увійшов у вжиток лише в середині 19 століття. Вигадування цього слова було «майже повністю роботою британських і американських протестантів і спонукано до їхньої віри в те, що Французька та Американська революції (особливо Французька) здійснили пророцтва, зроблені в книгах Даниїла та Об'явлення».

### Інші погляди
Прихильники аміленіалізму трактують тисячоліття як символічний період часу, що узгоджується з високо символічною природою літературного та апокаліптичного жанру Книги Одкровення, іноді вказуючи, що тисяча років представляє Боже правління над Його творінням або Церквою.
Постміленіалізм, наприклад, погоджується з преміленіалізмом щодо майбутнього земного правління Христа, але не погоджується з концепцією захоплення та скорботи до початку тисячоліття. Постміленіалісти дотримуються думки, що Друге пришестя відбудеться після тисячоліття.

## Історія

### Юстин Мученик та Іриней
Юстин Мученик у ІІ столітті був одним із перших християнських письменників, який чітко описав себе як продовжувача «юдейської» віри про тимчасове месіанське царство до вічного стану, хоча поняття Тисячоліття в його Діалозі з Трифоном, здається, відрізняється від що з Апології. За словами Йоганна Квастена, «у своїх есхатологічних ідеях Юстин поділяє погляди хіліастів щодо тисячоліття». Він дотримується преміленаріальної відмінності, а саме того, що буде два воскресіння: одне воскресіння віруючих до правління Ісуса, а потім загальне воскресіння після. Юстин написав у 80-му розділі своєї праці «Діалог з Трифоном»: «Я та інші, хто є вірними християнами в усіх аспектах, впевнені, що буде воскресіння мертвих і тисяча років в Єрусалимі, який потім буде побудований… Бо Ісая говорив таким чином про цей період тисячі років». Хоча раніше в тому ж розділі він визнав, що його погляд не є універсальним, сказавши, що він «і багато тих, хто належить до чистої й благочестивої віри та є справжніми християнами, думають інакше».
Іреней, єпископ Ліона кінця 2 століття, був відвертим прихильником премілленаріату. Він найбільш відомий своїм об'ємним томом, написаним проти гностичної загрози 2-го століття, який зазвичай називають «Проти єресей». У п'ятій книзі «Проти єресей» Іриней зосереджується головним чином на есхатології. В одному уривку він захищає преміленіалізм, стверджуючи, що майбутнє земне царство є необхідним через Божу обітницю Аврааму, він написав: «Обітниця непохитна… Бог обіцяв йому успадкувати землю. Але Авраам не отримав його протягом усього часу своєї подорожі туди. Відповідно, має бути так, що Авраам разом зі своїм насінням (тобто тими, хто боїться Бога і вірує в Нього) отримає це при воскресінні праведних». В іншому місці Іреней також пояснив, що благословення Якова «безсумнівно, належить до часів царства, коли правитимуть праведні після їхнього воскресіння з мертвих. Це також час, коли створіння принесе плід із великою кількістю різноманітної їжі, будучи оновленим і випущеним на волю… І всі тварини будуть харчуватися рослинністю землі… і вони будуть у ідеальне підпорядкування людині. І про це засвідчено в четвертій книзі писань Папія, слухача Івана і супутника Полікарпа». (5.33.3) Очевидно, Іреней також дотримувався шеститисячолітньої схеми, писавши, що кінець людської історії відбудеться після 6000 року. (5.28.3).

### Інші донікейські преміленіалісти
Іреней і Юстин представляють двох найвідвертіших преміленіалістів донікейської церкви. Інші ранні преміленіалісти включали Псевдо-Варнаву, Папія, Мефодія, Лактанція, Коммодіана Теофіла, Тертуліана, Мелітона, Іполита Римського, Вікторіна Петтауського і різні групи гностиків і монтаністів. Багато з цих богословів та інших членів ранньої церкви висловлювали свою віру в преміленіалізм через прийняття традиції шести-семитисячолітнього періоду. Ця віра стверджує, що історія людства триватиме 6000 років, а потім буде насолоджуватися суботою протягом 1000 років (тисячолітнє царство), таким чином, уся історія людства матиме загалом 7000 років до нового творіння.

### Донікейська опозиція
Першим явним противником преміленіалізму, пов'язаного з християнством, був Маркіон. Маркіон виступав проти використання Старого Заповіту та більшості книг Нового Завіту, які не були написані апостолом Павлом. Стосовно Маркіона та преміленіалізму вчений Гарварду Г. Браун зазначив:
Перший великий єретик рішуче порушив віру ранньої церкви, відмовившись від доктрини неминучого, особистого повернення Христа… Маркіон не вірив у справжнє втілення, і, отже, в його системі не було логічного місця для справжнього Друге пришестя…Маркіон очікував, що більшість людства буде втрачено…він заперечував дійсність Старого Заповіту та його Закону…Як перший великий єретик, Маркіон розробив і вдосконалив свою інославну систему до того, як ортодоксія повністю визначилася….Маркіон представляє рух, який настільки радикально змінив християнське вчення про Бога і Христа, що його навряд чи можна назвати християнським.
Протягом періоду святоотців — особливо в 3 столітті — зростала опозиція преміленіалізму. Оріген був першим, хто відкрито кинув виклик доктрині. Завдяки алегоричному тлумаченню він був прихильником аміленіалізму (звичайно, традиція шести-семитисячолітньої традиції сама базувалася на подібних засобах алегоричного тлумачення). Хоча Оріген не завжди був цілком «ортодоксальним» у своїй теології, в якийсь момент він повністю одухотворив друге пришестя Христа, пророчене в Новому Завіті. Оріген зробив це у своєму Коментарі до Матвія коли він навчав, що «повернення Христа означає відкриття Себе та Свого божества всьому людству таким чином, щоб усі могли брати участь у Його славі в тій мірі, яку виправдовують дії кожної особи (Коментар до Матвія 12:30)». Навіть більш м'які форми цього вчення Орігена не залишали місця для буквального тисячоліття, і воно було настільки екстремальним, що мало хто насправді його дотримувався. Але його вплив отримав ширше визнання, особливо в період після Костянтина.
Діонісій Олександрійський виступив проти преміленіалізму, коли хіліастична праця «Спростування алегоризаторів», написана Непотом, єпископом Єгипту, стала популярною в Олександрії. Діонісій виступав проти впливу Непота і переконав церкви регіону в аміленіалізмі. Церковний історик Євсевій повідомляє про це у своїй «Церковній історії». Євсевій також не поважав хіліаста Папія, і він дав зрозуміти, що, на його думку, Папій був «людиною невеликих розумових здібностей», оскільки він сприйняв Апокаліпсис буквально.

### Середньовіччя і Реформація

#### Августинівська есхатологічна основа
Оксфордський богослов Алістер Макґрат зауважив, що «вся середньовічна теологія більшою чи меншою мірою є „августинською“». Вплив Августина (354—430) сформував не тільки Західне Середньовіччя, але також вплинув на протестантських реформаторів, які постійно посилалися на його вчення у своїх дебатах. Його вчення «все ще є одним із найпотужніших елементів західної релігійної думки». Тому, щоб проаналізувати, що сталося з преміленіалізмом у Середньовіччі та Реформації, необхідно дотримуватися августинської основи.
У свій ранній період Августин дотримувався шести-/септамисячолітнього погляду, поширеного в ранньому християнстві (див. вище розділ про святоотців). Згідно з цією точкою зору, Августин розділив історію на два окремі розподіли, спочатку період церкви (поточний вік становить 6000 років), а потім тисячолітнє царство (Проповідь 259.2). Тим не менш, на початку своєї кар'єри Августин перейшов від преміленіалізму до аміленіалізму. Андерсон знаходить три причини, які можуть пояснити теологічний зсув Августина:
1. Реакція на надмірність донатистів — Августин виявив відразу до вакханальних бенкетів донатистів, які, здавалося б, використовували надмірну кількість їжі та напоїв (Місто Бога, 20.7).[26] Донатисти були преміленіалом, і тому Августин сформував зв'язок між їх чуттєвою поведінкою та їхнім земним есхатологічним очікуванням.
2. Реакція на есхатологічну сенсаційність. Тисячолітній запал преміленіалістів, коли наближався 500 рік нашої ери, спонукав їх до надто веселих святкувань (деякі тлумачі септа-/шестміленіалів підрахували, що народження Ісуса відбулося через 5500 років після створення).[27] Ці бенкети здавалися Августину, щоб отримати більше задоволення від фізичного світу, ніж від духовного. Такі земні гуляння були для Августина огидними, оскільки він мало цінував матеріальний світ.[28]
3. Надання переваги алегоричному тлумаченню. Нарешті, на Августина вплинуло популярне алегоричне тлумачення Святого Письма, зокрема Книги Одкровення. Тихоній (пом. бл. 390 р.), донатистський мирянський богослов, «чиє переосмислення сепаратистських і тисячолітніх традицій його культури стало відправною точкою для того, що є більш блискучим і своєрідним у власній теології Августина. І саме Тиконій, чиє власне прочитання Апокаліпсису Іоанна визначило екзегезу Західної церкви на наступні вісімсот років».[29]

Після переходу від преміленіалізму до аміленіалізму Августин розглядав суботній відпочинок у схемі шести-/семиміленіалів як «символічний представник Вічності». Крім того, тисячоліття Об'явлення 20 стало для нього «символічним символом нинішнього царювання Христа зі святими». Річард Ландес спостерігав за IV століттям як про час великого зрушення в християнській есхатології, зазначивши, що воно «ознаменувало вирішальний момент в історії міленаризму, оскільки в цей період Августин відкидав навіть різні алегоризації, які він сам приймав раніше. на цьому етапі він присвятив велику частину своєї енергії тому, щоб позбавити церкву цієї віри».

#### Середньовічний і реформаційний аміленіалізм
Пізніший аміленіальний погляд Августина заклав есхатологічну основу середньовіччя, яке практично відмовилося від преміленіалізму. Теологічний термін «царство» зберігав свою есхатологічну функцію, хоча він не обов'язково був футуристичним. Натомість він постійно посилався на теперішню епоху, так що церква зараз переживала есхатон. Юліан Толедський (642—690) підсумовує середньовічну доктрину міленіуму, називаючи її «Церквою Бога, яка, завдяки поширенню своєї віри та діл, поширюється як царство віри з часу втілення до часу прийдешнього суду».
Помітний виняток із нормативної середньовічної есхатології можна знайти у Йоахіма з Фіоре (бл. 1135—1202), цистерціанського ченця, який певною мірою наголошував на преміленіальних темах. Іоаким розділив історію землі на три періоди. Він приписав кожну епоху певній особі Трійці як керівний принцип тієї епохи. Перша ера була старозавітною історією і, відповідно, була епохою Отця; поточний вік церкви був віком Сина; і ще в майбутньому Йоакима був вік Духа. Для Йоакима 1260 рік повинен був ознаменувати кінець другого і початок третього й останнього золотого віку історії Землі.
У період Реформації аміленіалізм продовжував бути популярним поглядом реформаторів. Лютерани офіційно відкинули хіліазм (міленіалізм) в Ауґзбурзькому віросповіданні. "Мистецтво. XVII., засуджує анабаптистів та інших, «які зараз розсіюють єврейські думки про те, що перед воскресінням мертвих благочестиві займуть царство світу, а нечестиві будуть скрізь придушені». Подібним чином швейцарський реформатор Генріх Буллінгер написав Друге Гельветське Сповідання, яке говорить: «Ми також відкидаємо єврейську мрію про тисячоліття, або золотий вік на землі, до Страшного суду» Крім того, Жан Кальвін писав в Інститутах, що міленіалізм — це «вигадка», яка «надто дитяча, щоб потребувати або вартувати спростування». Англіканська церква спочатку формалізувала заяву проти міленаризму в англіканських статтях. Це спостерігається в 41-му Англіканських статтях, складеному Томасом Кранмером (1553), описуючи тисячоліття як «байку про єврейську летітливість», але це було опущено пізніше в редакції під час Єлизавети (1563).
Навпаки, деякі анабаптисти, гугеноти та богемські брати були преміленіалом. Мігель Сервет проповідував хіліастичні погляди, хоча реформатори викрили його як єретика і стратили в Женеві під керівництвом Кальвіна. Кілька представників мейнстріму прийняли це, наприклад Джозеф Меде (1586—1638) і, можливо, Г'ю Латімер (помер у 1555 р.), але це ніколи не було загальноприйнятим переконанням протягом усього періоду.

### Сучасна епоха

#### 17е та 18е століття
Преміленіалізм пережив відродження серед пуритан 17 століття, таких як Томас Брайтман, Джозеф Меде та інші. Хоча англійський богослов Деніел Вітбі (1688—1726), німець Йоганн Альбрехт Бенгель (1687—1752) і американець Джонатан Едвардс (1703–58) не були преміленіалістами, вони «підживили ідеї міленіалів новим впливом у дев'ятнадцяте сторіччя.» Саме такі автори дійшли висновку, що занепад Римо-Католицької Церкви зробить шлях для навернення та відновлення народу Ізраїлю. Едвардс навчав, що своєрідне Тисячоліття відбудеться «через 1260 років після 606 року нашої ери, коли Рим був визнаний володарем універсальної влади». Його сучасники — пуритани, Інкріз Мезер і Коттон Метер, відкрито проголошували віру в буквальне тисячоліття. Інкріз Мазер писав: «Те, що мене так тисне, як те, що я не можу заперечити хіліастичну думку, полягає в тому, що я сприймаю ці речі як Принципи, і, без сумніву, вони доказові. 1. Тисяча апокаліптичних років не минула, а прийшла в майбутнє 2. Що прихід Христа, щоб воскресити мертвих і судити землю, відбудеться набагато менше, ніж ця тисяча років. 3. Що навернення євреїв не буде, доки нинішній стан світу не наблизиться до кінця. 4. Що після навернення євреїв настане славетний день для обраних на землі, і що цей день триватиме дуже довго»

#### 19е століття та сьогодення
З 1790 року до середини 19 століття преміленіалізм був популярним поглядом серед англійських євангелістів, навіть в англіканській церкві. Томас Маколей зауважив це і написав: «Багато християн вірять, що Месія незабаром заснує царство на землі та видимо царюватиме над усіма її мешканцями». Протягом XIX століття преміленіалізм продовжував набувати все більшого визнання як у США, так і в Британії, особливо серед ірвінгітців, Плімутських братів, христадельфіян, Церкви Бога, християнської ізраїльської церкви. Преміленіалізм продовжує бути популярним серед євангельських християн, християн-фундаменталістів і спільнот Живої Церкви Божої в 20-му і 21-му століттях, поширюючись далі на церкви Азії, Африки та Південної Америки.
Багато традиційних деномінацій продовжують виступати проти концепції буквального тисячолітнього царства. Синод Лютеранської Церкви в Міссурі прямо стверджує: «Коли Христос повернеться, будуть створені „нове небо і нова земля“ (2 Пет. 3:10-13).» Катехизм Католицької Церкви у параграфі 676 вчить, що тисячоліття слід розуміти як «позаісторійне». Абзац повністю читає: «676 Обман Антихриста вже починає набувати форми у світі кожного разу, коли висувається вимога реалізувати в історії ту месіанську надію, яка може бути реалізована лише за межами історії через есхатологічний суд. Церква відкинула навіть модифіковані форми цієї фальсифікації царства під назвою міленаризм577, особливо „внутрішньо викривлена“ політична форма світського месіанства578».
Вейлен зауважив, що сучасний преміленіалізм «рішуче критикують за наївну вченість, яка плутає поетичну та надихаючу прозу пророцтва з ворожінням», хоча «преміленіалісти відповідають, що вони просто слідують Слову Божому, незважаючи на глузування». Потім він зазначає, що, незважаючи на це, «віртуальна теологія, яка оточує преміленіалізм, сьогодні є сильнішою та поширенішою, ніж будь-коли в історії».

## Історичні та диспенсаційні школи
Сучасний преміленіалізм поділяється на дві школи за відмінністю думки.

### Історична школа
Історичний, або класичний, преміленіалізм явно не є диспенсаційним. Це означає, що він не бачить радикальної теологічної різниці між Ізраїлем і Церквою. Це часто відбувається після періоду скорботи, тобто підхоплення церкви відбудеться після періоду скорботи. Історичний преміленіалізм підтримує хіліазм через свою точку зору, що церква буде підхоплена, щоб зустріти Христа в повітрі, а потім супроводжуватиме його на землю, щоб розділити його буквальне тисячолітнє правління. Прихильниками цієї точки зору є Джон Гілл, Майк Плако, Чарльз Сперджен, Джеймс Монтгомері Бойс, Джордж Елдон Ледд, Джон Пайпер, Альберт Молер, Френсіс Шеффер, Карл Ф. Х. Генрі, Гарольд Ліндселл, Д. А. Карсон, Браян Чапелл, і Гордон Кларк.

### Диспансерна школа
Диспенсаційний преміленіалізм загалом вважає, що Ізраїль і Церква є різними сутностями. Він також широко дотримується передстрахівного повернення Христа, який вірить, що Ісус повернеться, щоб забрати християн на небо шляхом підхоплення безпосередньо перед семирічною всесвітньою скорботою. За цим послідує додаткове повернення Христа з його святими (хоча є диспенсаціоналісти після скорботи, такі як Роберт Гандрі).
Диспенсаціоналізм сягає своїм корінням до 1830-х років і Джона Нельсона Дарбі (1800—1882), англіканського церковника та раннього лідера Плімутських братів. У США диспенсаційна форма преміленіалізму поширювалася на народному рівні переважно через Довідкову Біблію Скофілда, а на академічному рівні — у «Систематичній теології» з восьми томів Льюїса Сперрі Чефера. Зовсім недавно диспенсаціоналізм був популяризований через бестселер Гела Ліндсі 1970-х років «Пізня велика планета Земля» та серію «Залишені» Тіма Лахая та Джеррі Дженкінса.. Популярними прихильниками диспенсаційного преміленіалізму були Джон Ф. МакАртур, Філ Джонсон, Рей Комфорт, Джеррі Фолвелл, Тодд Фріл, Дуайт Пентекост, Джон Волворд (пом. 2002), Тім Лахей, Чарльз Колдвелл Райрі (у примітках до Біблії для вивчення Райрі), Норман Гайслер, Ервін Лютцер і Чарльз Л. Файнберг. Крейг Блейзінг і Даррелл Бокрозробили форму диспенсаціоналізму, популярність якої зростає, відома як прогресивний диспенсаціоналізм. Ця точка зору розуміє, що аспект есхатологічного царства існує на даний момент, але він повинен чекати на тисячоліття, щоб повністю реалізуватися.

## Рекомендована література

### Праці з міленіальної та постміленіальної перспективи
- Бансен, Грег Л. 1999. Перемога в Ісусі: яскрава надія постміленіалізму. ISBN 0-9678317-1-7. Тексаркана, Арканзас: Covenant Media Press.
- Біл, Г. К. Книга Одкровення: Коментар до грецького тексту. Новий міжнародний коментар до Грецького Завіту. Гранд-Рапідс: Eerdmans, 1998. ISBN 0-8028-2174-X. Добре написаний 1245-сторінковий коментар до грецького тексту Об'явлення з точки зору тисячоліть. Біл робить екскурс щодо концепції тимчасового месіанського царства та того, як воно вписується в мілленіальне розуміння.
- Блуш, Дональд Г. Останні речі: воскресіння, суд, слава (Християнські основи, 7). Westmont, IL: Inter-Varsity Press, 2004. ISBN 0-8308-1417-5. Нещодавній есхатологічний текст з реформованої перспективи аміленіалу.
- Беттнер, Лорейн. Тисячоліття. P&R Publishing, 1990. ISBN 0-87552-113-4. Це переглянуте видання класичної постміленіальної праці 1957 року.
- Девіс, Джон Джефферсон. 1996. Перемога Христового Царства: Вступ до постміленіалізму. Москва, ID: Canon Press.
- ДеМар, Гарі. 1999. Божевілля останніх днів: одержимість сучасної церкви (ISBN 0-915815-35-4) Power Springs, GA: American Vision.
- Джентрі, Кеннет Л. 1992. Він матиме панування: постміленіальна есхатологія. Тайлер, Техас: Інститут християнської економіки.
- Джентрі, Кеннет Л. 2003. Твоє є Царство: дослідження постміленіальної надії. Валєсіто, Каліфорнія: Фонд Халцедон.
- Хокема, Ентоні А. Біблія та майбутнє. Гранд-Рапідс: Eerdmans, 1994. ISBN 0-8028-0851-4
- Хьюз, Джеймс А. «Об'явлення 20:4-6 і питання тисячоліття», Вестмінстерський теологічний журнал 35 (весна 73):281-302.
- Метісон, Кейт А. 1999. Постміленіалізм. Есхатологія надії. Філіпсбург, Нью-Джерсі: P&R Publishing. ISBN 0-87552-389-7. Однотомний огляд постміленіалізму. Написано пропонентом.
- Мюррей, Ієн. 1971. Пуританська надія: дослідження про відродження та тлумачення пророцтв. Лондон, Великобританія: Banner of Truth Trust.
- Редлбаргер, Кім. Аргументи аміленіалізму: розуміння останніх часів. Гранд-Рапідс: Baker Books, 2003. Сучасний захист аміленіалізму.
- Спроул, Р. К. 1998. Останні дні згідно з Ісусом. ISBN 0-8010-1171-X. Гранд-Рапідс, Мічиган: Книги Бейкера.

### Праці з преміленіальної перспективи
- Чарес, Р. Х. Об'явлення св. Іоанна. Міжнародний критичний коментар. 2 томи Edinburgh: T&T Clark, 1920. Див. том 2, зокрема сторінки 182-86.
- Дір, Джек С. «Преміленіалізм в Об'явленні 20:4-6,» Bibliotheca Sacra 135. (січень 1978): 58-74. Багато преміленіалістів все ще вважають цю журнальну статтю одним із найсильніших захистів преміленіалізму в друкованих виданнях.
- Ледд, Джордж Елдон. Коментар до Одкровення Івана. Гранд-Рапідс: Eerdmans, 1972. ISBN 0-8028-1684-3. Коментар до Об'явлення з історичної перспективи до тисячоліть.
- Ледд, Джордж Елдон. Останні речі. Гранд-Рапідс: Eerdmans, 1988. ISBN 0-8028-1727-0.
- Осборн, Грант Р. Об'явлення. Екзегетичний коментар Бейкера до Нового Завіту. Гранд-Рапідс: Baker Academic, 2002. ISBN 0-8010-2299-1. Коментар до Об'явлення із загальної преміленіальної перспективи, хоча жодного конкретного погляду на піднесення не захищається.
- Пітерс, GNH Теократичне Царство. 3 томи Гранд-Рапідс: Kregel, 1952. ISBN 0-8254-3540-4. Це найбільший захист преміленіалізму будь-якою мовою. Вона була написана в 19 столітті американським лютеранським пастором. Точка зору є історичною до тисячоліть, тобто після випробувань.
- Райрі, Чарльз К. Основа доміленіальної віри. Neptune, NJ: Loizeaux Brothers, 1953. ISBN 1-59387-011-6. Це невеликий вступ і захист преміленіалізму з диспенсаційної точки зору.
- Валворд, Джон. Тисячолітнє царство. Гранд-Рапідс: Zondervan, 1959. ISBN 0-310-34090-X. Захист з класичної диспенсаційної точки зору.

### Праці з кількох точок зору або без видимої перспективи
- Ауне, Девід А. Об'явлення Word Biblical Commentary. 3 томи Waco, TX: Word Books, 1997. Науковий коментар до Об'явлення.
- Бейлі, Дж. В. «Тимчасове месіанське правління в літературі раннього юдаїзму», Журнал біблійної літератури. (1934), 170.
- Значення тисячоліття: чотири погляди. Під редакцією Клоуса, Роберта Г. Вестмонта, Іллінойс: Inter-Varsity, 1977. ISBN 0-87784-794-0. Збалансована презентація чотирьох тисячолітніх поглядів. Джордж Елдон Ледд захищає історичний преміленіалізм; Герман А. Хойт представляє диспенсаційний преміленіалізм; Лорейн Беттнер захищаючи пояснює постміленіалізм; і Ентоні А. Хукема пише про аміленіалізм.
- Одкровення: Чотири погляди: Паралельний коментар. Під редакцією Стіва Грега. Waco, TX: Word Books, 1997. ISBN 0-8407-2128-5.

### Праці з історії есхатології
- Мюлінг, Маркус, «Базові знання есхатології. Систематична теологія з точки зору надії», Геттінген: Ванденхук і Рупрехт, 2005. ISBN 978-3-8252-2918-4, 209—214.
- Фрум, Ле Рой Едвін. Пророча віра наших батьків. Історичний розвиток пророчого тлумачення. 4 томи Ревю та Геральд, 1946–54. ASIN B0006AR2YQ. Надзвичайно повна історія есхатологічної думки. Фрум є адвентистом, але це не надто помітно в роботі. На даний момент вона вийшла з друку.
- Хілл, Чарльз Ф. Царство Небесне: моделі тисячолітнього мислення в ранньому християнстві. Гранд-Рапідс: Eerdmans, 2001. ISBN 0-8028-4634-3. Хілл ставить під сумнів легітимність ранньої доміленіальної думки, аналізуючи очевидний парадокс у ранній хіліастській теології, зокрема проміжний стан.